# Alonso Yáñez Fajardo
Alonso Yáñez Fajardo (Lorca, s. XV - 1497), militar español, fue un participante de la conquista de Granada, aristócrata, administrador y recaudador de impuestos de las mancebías del Reino de Granada.

## Biografía
Nació en Lorca, Reino de Murcia, hijo natural y no reconocido del alcaide de Lorca, Alonso Yáñez Fajardo el Bravo, que en la segunda mitad del XV le inició en las artes de la guerra con los Reyes Católicos, de los que fue contino, interviniendo en la guerra de sucesión castellana cómo capitán caballero, y, especialmente, en la conquista de Granada, como capitán real, participando en las tomas de Ronda, Marbella, Loja, Íllora, Moclín y Montefrío, por lo que recibió en 1486 el cargo de supervisor y recaudador de impuestos de las mancebías del Reino de Granada, lo que le permitió hacerse con el control de todo el negocio, que administraba desde la ciudad de Málaga. Su padre se rebeló en 1457-58 contra el adelantado mayor del Reino de Murcia, su primo, y contra Enrique IV. Tras la derrota de su padre, tuvo que exiliarse de Murcia, sin que se tengan noticias de sus quehaceres. En la corte de los Reyes Católicos se integró bien, siendo criado, contino, vasallo y trinchante; logró también el título de bachiller. Alonso de Palencia y Diego Valera elogian su participación en la campaña contra Lope Vázquez de Acuña, hermano del arzobispo de Toledo que desde Huete, se había apropiado ilegítimamente de una amplia comarca en Cuenca. En 1476 Vázquez de Acuña fue derrotado y sus territorios fueron recuperados por la corona.
De las campañas obtuvo además bastantes inmuebles, con los que pudo constituir un mayorazgo, tras serle permitido en 1491 el privilegio. Al finalizar la Guerra de Granada, los Reyes Católicos le nombraron corregidor de Loja y Alhama. Muere hacia 1497.